# Siedmiokąt

Siedmiokąt foremny

Siedmiokąt (siedmiobok, heptagon) – wielokąt o siedmiu bokach i siedmiu kątach wewnętrznych. Suma miar kątów w dowolnym siedmiokącie wynosi 900°.

## Siedmiokąt foremny

Przybliżona (ok. 0,2% błędu) konstrukcja siedmiokąta foremnego

Jest to wielokąt foremny o siedmiu równych bokach oraz kątach wewnętrznych o mierze {\displaystyle {128{\tfrac {4}{7}}}^{\circ }\approx 128{,}57^{\circ }.} Niemożliwy do skonstruowania za pomocą cyrkla i linijki. Ma dwa razy więcej przekątnych niż boków.
Brytyjskie monety o nominałach 20 pensów i 50 pensów mają kształt siedmiokąta foremnego.
Niech {\displaystyle a} oznacza długość jednego boku siedmiokąta foremnego, wówczas:
- obwód: {\displaystyle L=7a}
- pole powierzchni: {\displaystyle S={\frac {7}{4}}a^{2}\operatorname {ctg} {\frac {\pi }{7}}\approx 3{,}63391\cdot a^{2}}
- miara kąta środkowego okręgu opisanego, opartego na boku: {\displaystyle {\frac {360^{\circ }}{7}}\approx 51{,}43^{\circ }}
- miara kąta wewnętrznego: {\displaystyle 180^{\circ }-{\frac {360^{\circ }}{7}}\approx 128{,}57^{\circ }}